# Wang Ling (Cao Wei)
En aquest nom xinès, el cognom és Wang.
Wang Ling (171-251 EC), nom estilitzat Yanyun (彥雲), va ser un general militar de Cao Wei durant el període dels Tres Regnes de la història xinesa.

## Biografia

### Inicis i carrera
La família de Wang Ling va fugir al camp seguint al seu oncle, Wang Yun, que va ser ajusticiat en 192EC per fomentar l'assassinat per part de Lü Bu de Dong Zhuo. Més tard va ser declarat xiaolian, una nominació crucial per a ser considerat pels nomenaments de l'administració pública, i va esdevenir el Gran Administrador de Zhongshan (中山太守). El seu excel·lent servei públic va ser observat pel Canceller Cao Cao, que el va cridar a la seva oficina.
En l'exèrcit de Cao Cao, Wang Ling participà en diverses batalles contra Wu Oriental. Com l'inspector de Yanzhou va atacar a Sun Quan sota les ordres de Zhang Liao. La seva victòria va donar lloc a la seva promoció a General Jianwu (建武将军). En altra batalla contra Wu Oriental rescatà a l'assetjat general Cao Xiu. Va ser ascendit a General de Carros i Cavalleria (车骑将军) després d'una gran victòria contra Quan Cong.
En el segon any del regnat de Cao Fang, Wang Ling va ser nomenat Ministre d'Obres, mentre que el seu nebot Linghu Yu (令狐愚) es convertí en Inspector de Yanzhou (兗州刺史). Wang Ling perdé la fe en l'habilitat de Cao Fang per a governar després que el colp d'estat de Sima Yi en l'incident a les Tombes Gaoping reeixí en posar a l'emperador en contra del rival de Sima Yi, Cao Shuang. Com a resultat, Wang Ling va conspirar amb el seu oncle Cao Biao (曹彪) per reemplaçar l'emperador Cao Fang. La conspiració va patir un revés, tot i així, quan Linghu Yu va morir d'una malaltia. El complot va ser descobert i Sima Yi va conduir un exèrcit cap a Wang abans que pogués preparar-se per una defensa. Després que Wang es va rendir a Sima amb la promesa d'un perdó, va ser obligat a suïcidar-se, i els seus familiars i col·laboradors van ser condemnats a l'aniquilació de les seves famílies.

## Família
- Oncle: Wang Yun
- Fill: Wang Guang (王广), executat per la seva culpa.